# Doctor and the Medics
Doctor and the Medics est un groupe britannique de glam rock, neo-psychedelia et new wave formé à Londres en 1981.
Il a connu le succès commercial dans les années 1980, notamment avec sa reprise de la chanson Spirit in the Sky en 1986 qui s'est classée numéro 1 dans plusieurs pays.
Le groupe a sorti quatre albums entre 1986 et 1996, et se concentre désormais sur les prestations scéniques. La formation a évoluée au fil du temps autour du chanteur Clive Jackson alias « The Doctor ».

## Historique
Clive Jackson (né le 7 juillet 1961 à Knotty Ash, un quartier de Liverpool en Angleterre) se produit au début des années 1980 comme DJ sous le nom de The Doctor dans des clubs à Londres : The Clinic puis Alice in Wonderland.
En 1981, il forme avec trois musiciens (le guitariste Steven McGuire, le bassiste Richard Searle et le batteur Andy McLachlan) un groupe de glam rock dont il est le chanteur, conservant son pseudonyme de The Doctor. Le quatuor prend le nom de Doctor and the Medics et adopte un look inspiré du psychédélisme des années 1960 et, plus tard pour The Doctor, un maquillage rappelant celui des membres du groupe américain de hard rock Kiss.
Le premier single, The Druids Are Here, sort en 1982 sur le label indépendant Whaam! Records.
Deux choristes viennent bientôt renforcer les rangs, Wendi Anadin (de son vrai nom Wendy West) et Colette Anadin (de son vrai nom Colette Appleby) tandis que Steve "Vom" Ritchie remplace Andy McLachlan à la batterie.
Il faut attendre 1985 pour voir dans les bacs un nouveau single du groupe, il s'agit de The Miracle of the Age sorti sur le label I.R.S. Records, suivi la même année par le EP cinq titres Happy but Twisted, publié par le label Illegal Records, qui contient une reprise de Silver Machine de Hawkwind. L'EP atteint la deuxième place du UK Indie Chart.
En 1986, sort la reprise de la chanson de Norman Greenbaum, Spirit in the Sky qui connaît un important succès international. Le single se classe numéro 1 au Royaume-Uni, en Irlande, en Autriche, au Canada (où il est certifié disque de platine), se vendant à 2 500 000 exemplaires dans le monde.
Spirit in the Sky est extrait de l'album Laughing at the Pieces qui se classe 25e au Royaume-Uni et 55e au Canada,.
Deux autres singles suivent en 1986, Burn et Waterloo, reprise de ABBA, avec un succès moindre et une présence dans les hit-parades britanniques essentiellement.
Doctor and the Medics ne retrouvera plus le succès obtenu avec Spirit in the Sky. Le dernier album en date, Instant Heaven, est sorti en 1996, et depuis, le groupe se consacre à la scène, sa production discographique se limitant à deux EPs, Christmas Spirit en 2000, Timewarped en 2005, une compilation en 2011 et une reprise de You Spin Me Round (Like a Record) de Dead or Alive en single en 2015,.
Au fil du temps, la formation a évolué autour du chanteur qui reste le seul membre présent depuis le début. Parmi les anciens musiciens, le batteur Steve Ritchie (qui se fait appeler "Vom") a joué avec plusieurs artistes ou groupes, notamment Stiv Bators, The Boys et depuis 1999, il est le batteur du groupe allemand Die Toten Hosen,.

### Membres
- Clive Jackson « The Doctor » : chant
- Adrian Hill : batterie
- Dan Angelow : guitare
- Jon Randle : basse
- Melissa Weekes : chant, chœurs
- Matthew Angelow : guitare
- Maria Verhelst-Hopkins : chœurs

anciens membres
- Steve McGuire : guitare
- Richard Searle : basse
- Andrew McLachlan : batterie
- Steve « Vom » Ritchie : batterie
- Wendi Anadin : chœurs
- Colette Anadin : chœurs
- Gareth Thomas : basse
- James Hartley : guitare
- Carl Axon : guitare, chœurs

## Discographie

### Albums
- 1986 : Laughing at the Pieces
- 1987 : I Keep Thinking It's Tuesday
- 1992 : The Adventures of Boadacea and the Beetle
- 1996 : Instant Heaven

### Compilations
- 2011 : Spirit in the Sky - The Singles
- 2015 : Spirit in the Sky (29th Anniversary Remixes)

### Eps
- 1985 : Happy But Twisted
- 1987 : Two Pieces of Cloth Carefully Stitched Together
- 2000 : Christmas Spirit
- 2005 : Timewarped

### Singles
- 1982 : The Druids Are Here
- 1985 : The Miracle of the Age
- 1986 : Spirit in the Sky
- 1986 - Burn
- 1986 - Waterloo
- 1987 : More
- 1987 - Burning Love
- 1988 : Drive, He Said
- 1990 : Hi Ho Silver Lining
- 1991 : Black & Blue
- 2015 : You Spin Me Round (Like a Record)